# Skärgårdsfartyg

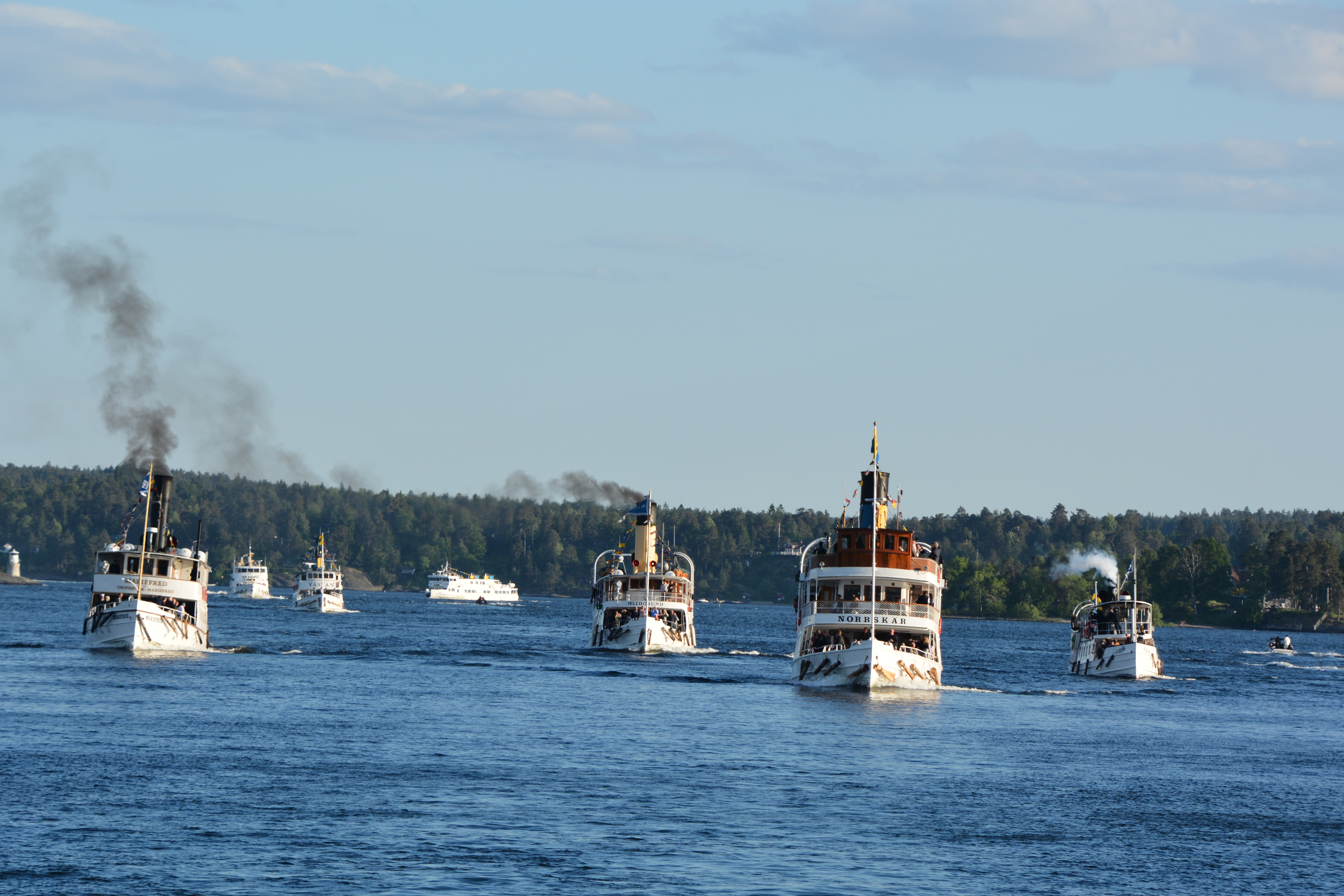
Sju skärgårdsfartyg strax söder om Vaxholm, från vänster: S/S Mariefred, M/S Skarpö, M/S Västan, M/S Skärgården, S/S Blidösund, S/S Norrskär och S/S Ejdern

Skärgårdsfartyg, eller skärgårdsbåt, är en typ av ång- och motorfartyg för styckegods- och passagerartrafik, som är anpassad till inomskärstrafik.
Skärgårdstrafiken är utbredd i Sverige, som har ett antal skärgårdar som medger skyddad fartygstrafik som inte behöver ta hänsyn till seglatser på öppet hav. Motsvarande trafik kan ske också på många insjöar och kanaler. 
Ångbåtar började utvecklas i början av 1800-talet. År 1816 provades Samuel Owens första ångbåt på Riddarfjärden i Stockholm och redan några år senare var person- och godsbefordran med sådana fartyg i full gång. Tekniken utvecklades från hjulångare till propellerångare och senare från ångmaskin till dieselmotor.

## Bildgalleri

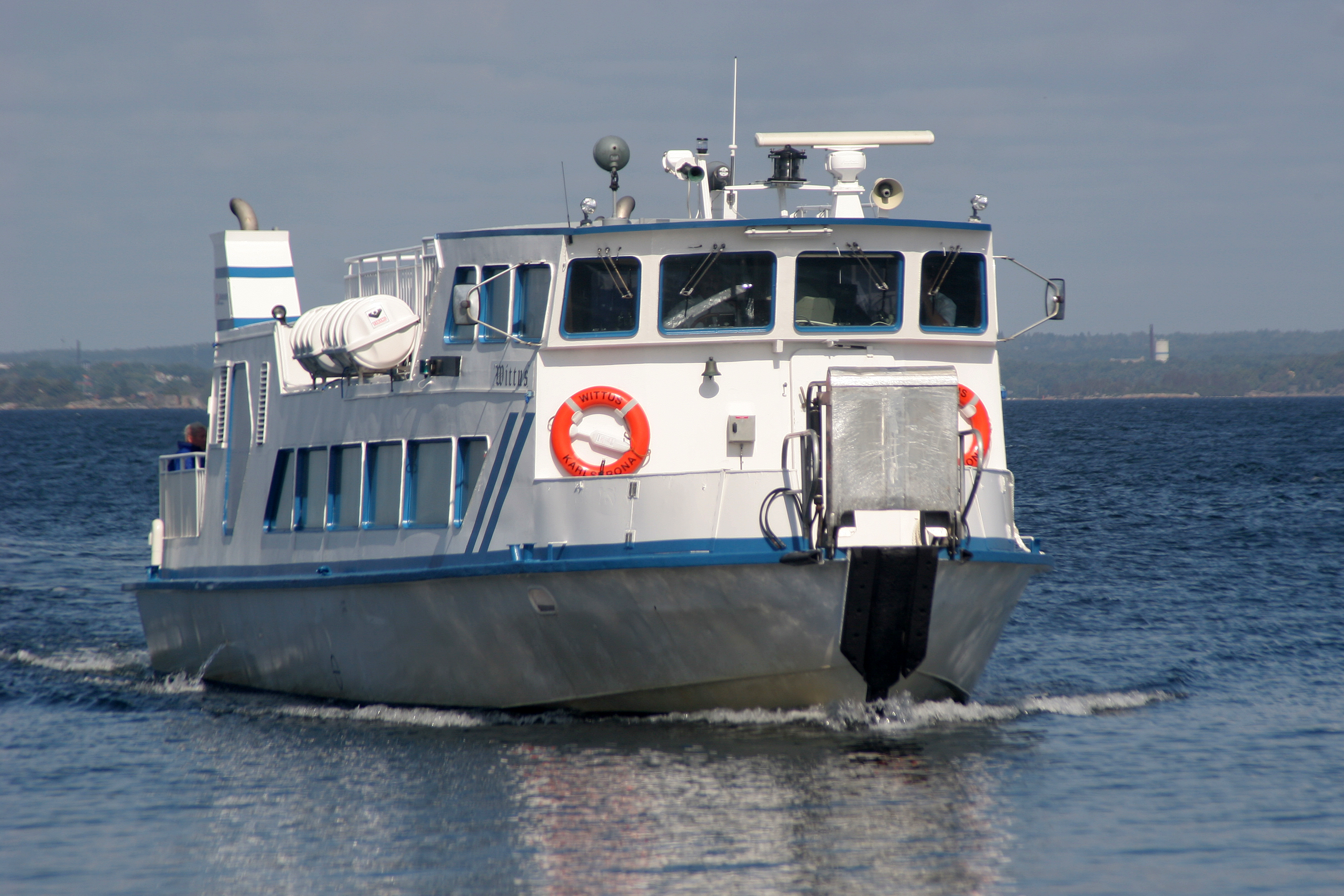
Skärgårdsbåten Wittus i Blekinge skärgård
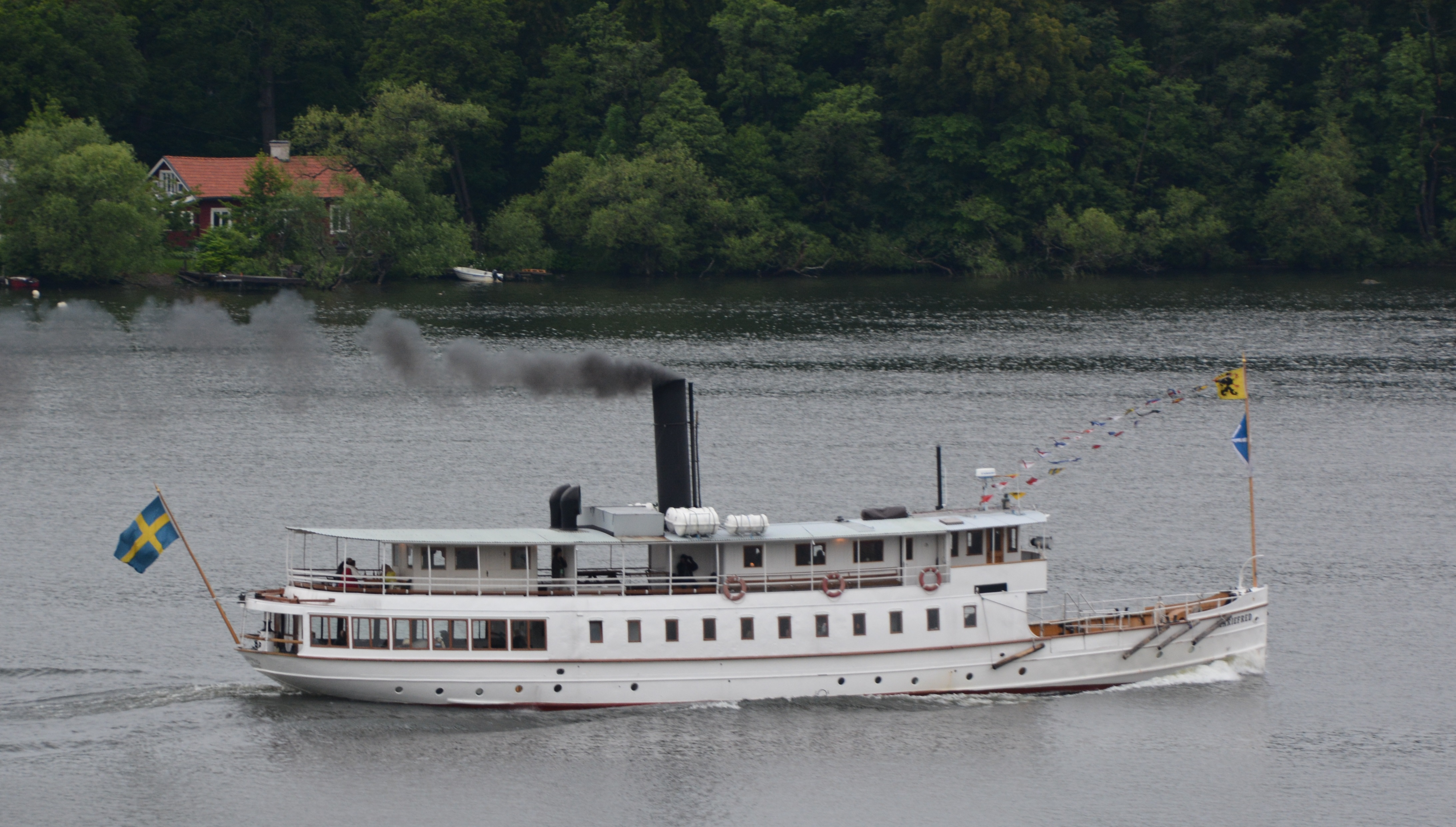
S/S Mariefred utanför Björnholmen i Mälaren
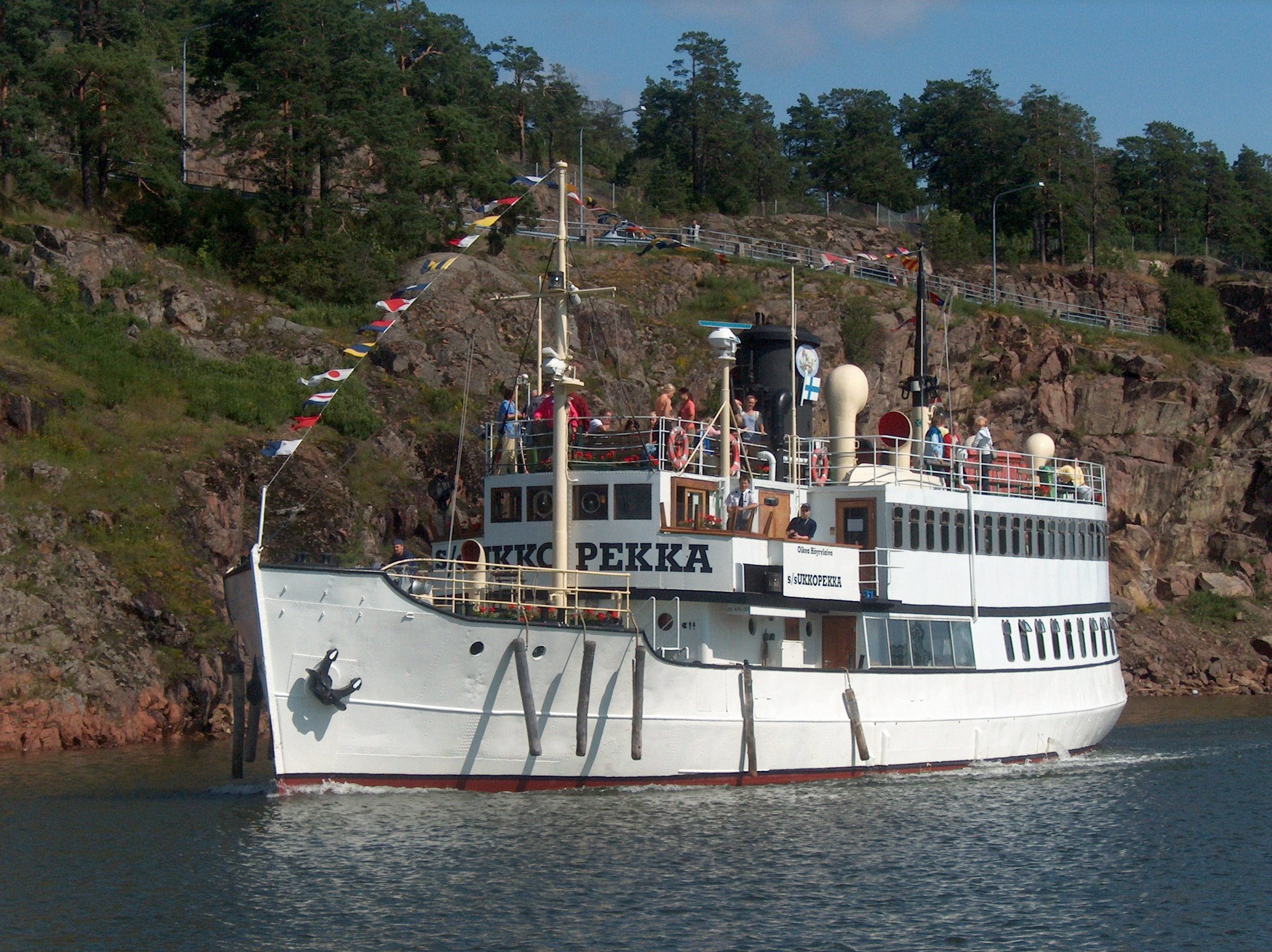
S/S Ukkopekka nära Nådendal i Finland
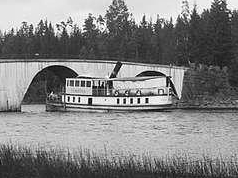
S/S Turisten vid Skotsberg i Haldenkanalen i Norge, 1928